# Dinilysia
Dinilysia var en tidlig art af slange fra den sene Kridttid, omkring 100 millioner år siden. Den var omkring 1.8 meter lang, og lignede de fleste af nutidens slanger, bortset fra at den stadig havde resterne af sine bagben. De var dog så små, at de kun lignede små stumper. Dinilysia var ikke giftig; den kvalte sit bytte med kroppen, og slugte det derefter, som moderne kvælerslanger gør det i dag. Dinilysia levede i Sydamerika.

## Føde
Dinilysia var ikke lige så lang og stor som andre slanger der kom senere, men den var i stedet rigtig stærk. Den har formodentligt spist krokodiller, pattedyr og andet, som den kvalte luften ud af, inden den slugte dem. Ligesom moderne slanger kunne Dinilysia overleve uden mad i månedsvis.
| Dyr | Spire Denne artikel om dyr er en spire som bør udbygges. Du er velkommen til at hjælpe Wikipedia ved at udvide den. |